# Comapa (Veracruz)
Comapa es una localidad del estado mexicano de Veracruz. Es cabecera del municipio de Comapa.

## Demografía
| Censo | Población |
| ----- | --------- |
| 1900  | 697       |
| 1910  | 486       |
| 1921  | 480       |
| 1930  | 1 184     |
| 1940  | 409       |
| 1950  | 439       |
| 1960  | 535       |
| 1970  | 537       |
| 1980  | 828       |
| 1990  | 1 139     |
| 1995  | 1 029     |
| 2000  | 1 233     |
| 2005  | 1 232     |
| 2010  | 1 421     |
| 2020  | 1 393     |